# 山本猛夫 (実業家)
山本 猛夫（やまもと たけお、1921年3月5日 - 1991年6月16日）は、日本の実業家、山善創業者。

## 経歴
福井県丹生郡三方村（後に清水町を経て、福井市の一部）に生まれる。
1935年、大阪に出て、前田軍治商店（前田機工および同社より分離した前田金属工業を経て現在のTONE）で丁稚に入り、働きながら夜間の大阪市立第二商業学校（後の大阪市立市岡商業高等学校。大阪市立大阪ビジネスフロンティア高等学校の前身のひとつ）に学んで1940年に卒業する。1941年に前田金属の取締役となるが、1943年には独立して社を離れ、1947年に山善工具製販（山善機械器具を経て現在の山善）を創業して社長となり、以降、個性的な経営手腕を発揮して「モーやん」の愛称で知られ、一代で山善を有力な機械商社に成長させた。1991年には社長の座を次男の山本雅俊に譲り、会長となったが、程なくして死去した。70歳没。正五位・勲三等瑞宝章追贈。
花登筺の小説で、後に関西テレビでテレビドラマ化された『どてらい男（ヤツ）』の主人公「山下猛造」（演：西郷輝彦）は、山本をモデルとしている。
山本の死後、山善は「山本猛夫記念奨学基金」を創設し、大阪府の大学に学ぶ学生、特に発展途上国からの留学生への奨学金の提供が行われている。

## 著書
- 「世の中すべて3・4・3　―"どてらい男"の世直し戦法―」徳間書店、1974年